# Xyris paradisiaca
Xyris paradisiaca är en gräsväxtart som beskrevs av Maria das Graças Lapa Wanderley. Xyris paradisiaca ingår i släktet Xyris och familjen Xyridaceae. Inga underarter finns listade i Catalogue of Life.